# Masahiko Kimura
Masahiko Kimura (木村 政彦 Kimura Masahiko?, 10 septembrie 1917 – 18 aprilie 1993) a fost un judocan japonez, care este în general considerat unul dintre cei mai mari judocani din toate timpurile.